# حقن اللدائن

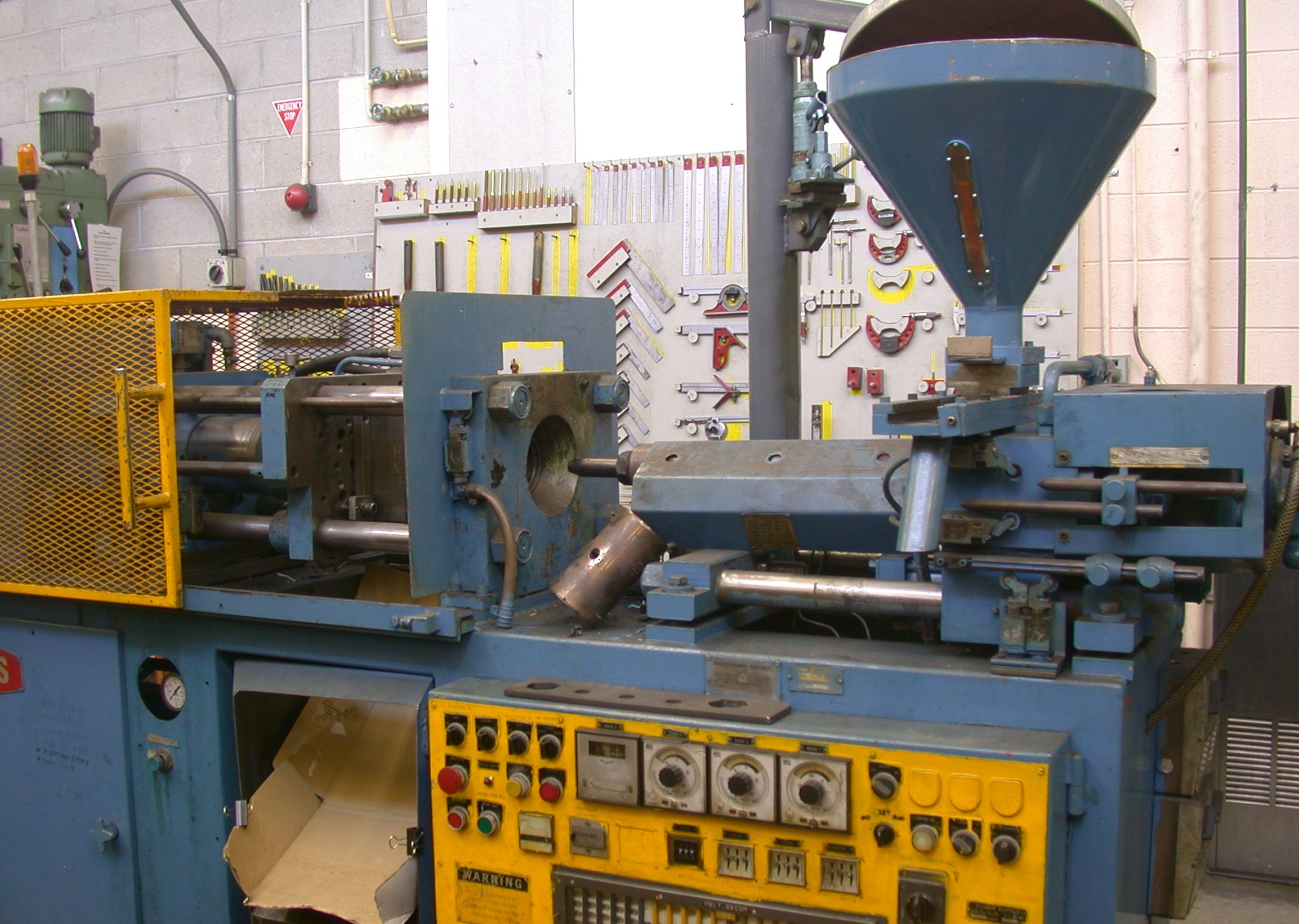
آلة حقن

حقن اللدائن أو القولبة بالحقن هي عملية تصنيع من أجل إنتاج قطع من مواد لدنة من كلا النوعين (لدائن حرارية ولدائن صلبة بالحرارة). يتم حقن اللدائن في حالتها السائلة تحت ضغط عال ضمن قالب الذي يكون له شكل عكس شكل القطعة المرغوب في إنتاجها. بعد تصمميم المنتج الذي سيتم إنتاجه من قبل المصمم الصناعي أو المهندس يقوم متخصص بصناعة القوالب بصناعة القالب من المعدن (عادة من الفولاذ أو الألمنيوم) ويتم تشغيله بدقة عالية من أجل الحصول على تفاصيل المنتج النهائية.
تستخدم طريقة حقن اللدائن في تصنيع طيف واسع من المنتجات بدءاً من أصغر مكونات لوحة تحكم السيارة إلى أكبر قطعها في حجرة المحرك أو الهيكل الخارجي. بالإضافة إلى تصنيع طيف واسع من الأدوات المنزلية القناني البلاستيكية، المفروشات وغيرها.
أكثر اللدائن المستخدمة في الحقن هي:
- بوليسترين (رخيصة الكلفة، ضعيفة، قصيرة العمر)
- ABS أكريلونيتريل بيوتادايين إستيرين
- بولي أميد (مقاوم كيميائياً، مقاوم حراري، متين ومطاوع يستخدم لصناعة الأمشاط)
- بولي بروبلين (متين ومطاوع، يستخدم لصناعة الخزانات)
- بولي إثيلين
- بولي فينيل كلوريد (يستخدم بشكل أكبر في بثق إطارات الأبواب والنوافذ، الأسلاك)

## تاريخ
في عام 1868 نجح المخترع الأمريكي جون ويسلي هيات في حقن أول مادة لدنة في قالب وقام بتصنيع كرات بلياردو.

## المعدات

### آلة حقن اللدائن
تقوم آلة الحقن بحمل القالب الذي يقوم بدوره بتشكيل القطع. يتم تصنيف آلات الحقن بالأطنان، والتي تعبر عن مقدار قوة الإحكام التي تطبقها الآلة على القالب. قوة الإحكام هذه تعمل على إبقاء القالب مغلقاً أثناء عملية حقن اللدائن فيه. تتراوح قوة الآلة بين 5 طن إلى 6000 طن. يتم حساب قدرة الآلة اللازمة بحسب المادة اللدنة المستخدمة، حجم وشكل القطعة المشغولة حيث القطع الكبيرة والمعقدة تتطلب آلات ذات قوة إحكام أكبر.

### القالب
يتم تصنيع القالب عادة من الفولاذ المقسى، فولاذ قبل التقسية أو ألمنيوم، سبيكة بيريليوم-نحاس.
قوالب الفولاذ المقسى غالية الثمن لكن يكون عمرها طويل نسبياً قبل أن تهترئ. وتتراوح درجة قساوة بين 50 إلى 60 على مقياس روكويل سي HRC. تكلف قوالب الألمنيوم أقل ومن الممكن تصميمها وتصنيعها آلياً باستخدام الآلات المبرمجة. أما قوالب بيريليوم-نحاس فتستخدم في التطبيقات التي يتطلب فيها تبريد القطعة بسرعة.

## مراحل عملية الحقن
يجب تحقق أربعة شروط للتمكن من بدأ عملية الحقن:
- فتح القالب
- تراجع رأس الحقن
- تجهيز الحقنة
- نقل الحقنة للأمام.

عند تحقق هذه الشروط الأربعة تبدأ عملية الحقن بإغلاق القالب بسرعة وضغط خفيفين من أجل الحفاظ على سلامة القالب. وعندما تتلامس حافتي القالب يبدأ تطبيق ضغط الإحكام، بعدها تدفع اللدائن بحالتها السائلة إلى داخل القالب وتتسرب داخل أجواف القالب. يعطى وقت لتبريد القالب يتناسب مع سماكة جدار القطعة المحقونة، حيث تتصلب اللدائن السائلة في هذه المرحلة ووتشكل القطعة. بعد أن تبرد القطعة يفتح القالب ويتم لفظ القطعة لإفراغ القالب وبدأ الدورة من جديد.
ومن الممكن تلخيص عملية الحقن على الشكل التالي:
إغلاق القالب - تقدم رأس الحقن - حقن اللدائن - تبريد - تراجع الرأس - فتح القالب - لفظ القطعة.